# Tulipanes
Tulipanes är en ort i Mexiko.   Den ligger i kommunen Mineral de la Reforma och delstaten Hidalgo, i den sydöstra delen av landet, 80 km nordost om huvudstaden Mexico City. Tulipanes ligger 2 352 meter över havet och antalet invånare är 2 260.
Terrängen runt Tulipanes är kuperad norrut, men söderut är den platt. Runt Tulipanes är det tätbefolkat, med 982 invånare per kvadratkilometer. Närmaste större samhälle är Pachuca de Soto, 7,2 km nordost om Tulipanes. Omgivningarna runt Tulipanes är i huvudsak ett öppet busklandskap.